# Saint-Martin-d’Arrossa
Saint-Martin-d’Arrossa település Franciaországban, Pyrénées-Atlantiques megyében. Lakosainak száma 544 fő (2022. január 1.). Saint-Martin-d’Arrossa Ascarat, Bidarray, Irouléguy, Ossès és Saint-Étienne-de-Baïgorry községekkel határos.

## Népesség
A település népessége az elmúlt években az alábbi módon változott:
| Lakosok száma | 523  | 536  | 552  | 537  | 538  | 538  | 541  | 546  | 544  |
|               | 2013 | 2015 | 2016 | 2017 | 2018 | 2019 | 2020 | 2021 | 2022 |